# Million Dollar Ass
Million Dollar Ass (reso graficamente MILLION DOLLAR A$$) è un singolo della cantante tedesca Katja Krasavice, pubblicato il 23 ottobre 2020 come primo estratto dal secondo album in studio Eure Mami.
Il brano vede la partecipazione del rapper tedesco Fler.

## Video musicale
Il video musicale, reso disponibile in concomitanza con l'uscita del singolo, è stato diretto da Spectre Berlin.

## Tracce
Testi di Katja Krasavice e Fler, musiche di Simes.
1. Million Dollar Ass (feat. Fler) – 3:12

## Formazione
- Katja Krasavice – voce
- Fler – voce aggiuntiva
- Simes – produzione
- Chris Athens – mastering

## Classifiche
| Classifica (2020) | Posizione massima |
| ----------------- | ----------------- |
| Austria           | 39                |
| Germania          | 3                 |
| Svizzera          | 73                |